# Leiobunum rotundum
Espèce
Synonymes
- Phalangium rotundum Latreille, 1798
- Opilio fasciatus Herbst, 1798
- Opilio hemisphaericus Herbst, 1799
- Leiobunum rufum C. L. Koch, 1871

Leiobunum rotundum est une espèce d'opilions eupnois de la famille des Sclerosomatidae.

## Distribution
Cette espèce se rencontre en Europe et en Afrique du Nord.

## Habitat
Cette espèce peut être trouvée parmi la végétation tels que l'herbe longue, des plantes herbacées, arbustes et des arbres.

## Description

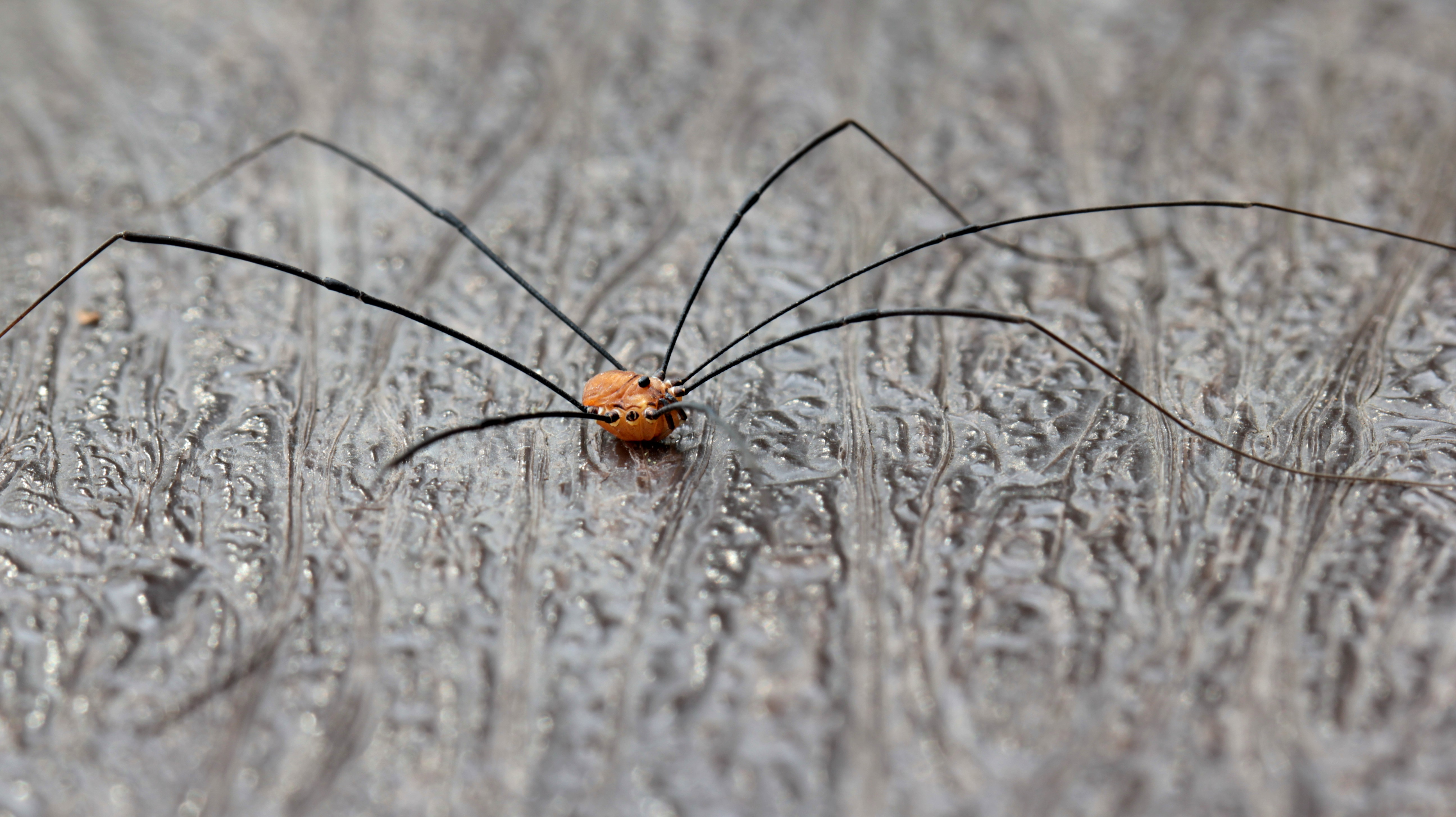
Leiobunum rotundum ♂

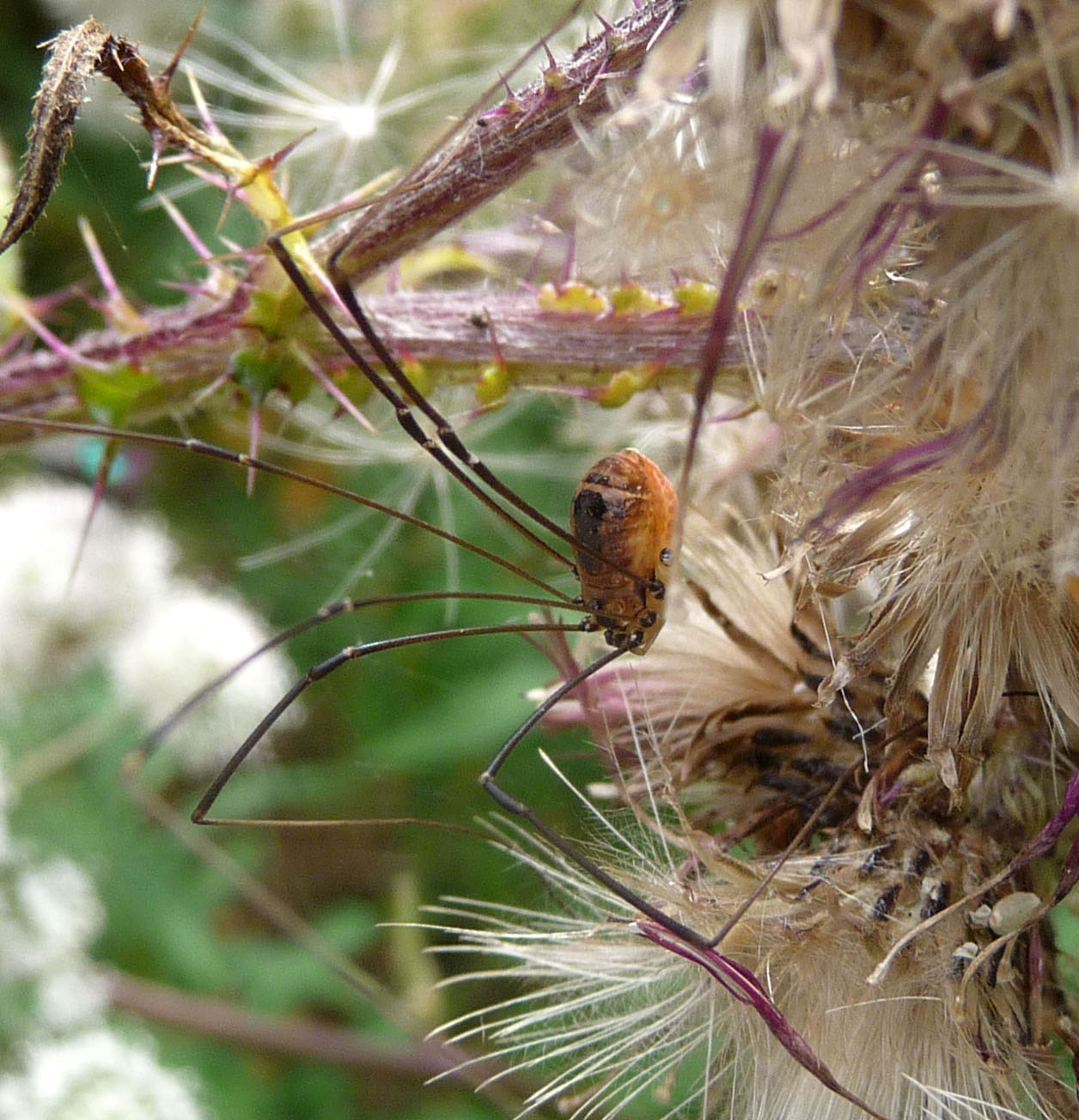
Leiobunum rotundum ♀

Leiobunum rotundum mesure de 3,6 à 6,4 mm. Cet opilion est brun-rouge avec un très long corps rond ou ovale avec de minces pattes noires.
Il n'y a pas de séparation entre le prosome (tête) et l'opisthosome (abdomen). Le corps est lisse et petit. Ses jambes peuvent être auto - amputée en cas de danger, mais ils ne se régénèrent pas. Bien qu'il n'ait pas de crocs, de glandes à venin, ou de glandes à soie, il peut se protéger avec les glandes odoriférantes sur l'avant de son corps. Les glandes odoriférantes produisent une sécrétion qui repousse les prédateurs.
L'espèce a trois types de néphrocytes différents. De nombreuses grandes néphrocytes apparaissent en grappes entre les muscles de la région antérieure du corps. Les petites néphrocytes sont dispersées dans tout le corps, souvent collées aux trachéoles. Le troisième type de néphrocyte est fixé à la paroi du cœur par des ligaments conjonctifs.
La morphologie de la trachée chez cette espèce est très proche de celle de Nemastoma lugubre.

## Alimentation
Leiobunum rotundum mange un large éventail de petits invertébrés, vivants ou morts, comme des chenilles, des acariens, des cloportes ou des limaces.

## Phénologie
Adultes à partir de début août jusqu'à la fin octobre.

## Systématique et taxinomie
Cette espèce a été décrite sous le protonyme Phalangium rotundum par Latreille en 1798. Elle est placée dans le genre Leiobunum par C. L. Koch en 1839.

## Publication originale
- Latreille, 1798 : « Mémoire pour servir de suite à l'histoire des insectes connus sous le nom de Faucheurs. Phalangium. L. » Bulletin des Sciences par la Société philomathique, vol. 1, p. 114-115 (texte intégral).